# WX06K
WX06K（ダブリューエックスゼロロクケー）は、京セラによって開発された、Android搭載スマートフォンである。愛称はHONEY BEE(ハニービー)。

## 概要
SoftBank 101Kをベースとしたスマートフォンであり、WXシリーズではあるがPHSによるデータ通信に対応していない。利用回線はSoftBankの3G回線のため、機器の仕様はほぼSoftbank 101Kに準ずる。
HONEY BEE 4 WX350Kとのセットで販売され、WX06K単体での契約はできない。料金プランがウィルコムプランDのみ対応となっており、WX04K同様中古端末の持込による新規契約および機種変更は不可能である。
カラーバリエーションはホワイトのみ。ベース機のSoftBank 101Kホワイトピンクは、ハードキー部分や背面がラメ入りのピンクであったが、本機は全体がパール調の白のみとなった。光に照らすと七色に輝くのが微かに確認できるが、遠目にはパール調が白色に完全に溶け込んでしまっている為、通常のホワイトとして男性でも利用しやすいカラーになった。また、背面下部にウィルコムのロゴマークがあしらわれ、電源投入時にも黒画面に水色のウィルコムのロゴマークが表示される。
一方、利用回線がWILLCOM CORE 3Gであるため、従来からのSoftBankブランドで利用している回線と同じことから、ソフトバンクWi-Fiスポット接続用としてSoftBank 101Kと同じSoftBankブランドのものがそのままインストールされていたり、ロック画面の右上には、「SoftBank」と表示されたりする(なお、Y!mobileブランド発足後に、SIM不良などの理由で、Y!mobile名のUSIMカードが再発行された場合は、「Y!mobile」の表示となる)。

## 歴史
- 2012年8月1日 - ウィルコムより発表。
- 2012年8月23日 - 発売。